# Philipp Tanzer
Philipp Tanzer, známý pod pseudonymy Logan McCree, Kriegerbeatz či DJ Krieger (31. prosince 1977 Pforzheim) je německo-britský bývalý pornoherec, umělec, pravicový politik a aktivista za mužská práva.
Podle vlastního vyjádření se do svých 32 let identifikoval jako gay, poté však vyhledával jen ženy a začal se ideologicky posouvat k sociálnímu konzervatismu a ztotožnil se s krajně pravicovým hnutím za mužská práva. V roce 2012 se přestěhoval do Skotska, kde v roce 2021 neúspěšně kandidoval ve volbách do tamního parlamentu za Scottish Family Party, mimo jiné brojící proti LGBT+ inkluzi ve vzdělávání. Po odchodu z pornografické branže se živil jako hasič či kadeřník. Začal se rovněž jako samouk věnovat výtvarnému umění a otevřel Phil's Art Gallery.